# Astérisme chinois
Pour les articles homonymes, voir astérisme (homonymie).
Un astérisme chinois est un astérisme décrit par l'astronomie chinoise. Cette dernière a, tout comme l'astronomie occidentale, procédé à une partition de la sphère céleste en plusieurs régions. Ces régions, plus nombreuses et plus petites que les constellations occidentales, sont au nombre de 283 pour un total de 1 450 étoiles, soit une moyenne de 5 à 6 étoiles par astérisme. Cependant, ces derniers varient considérablement en taille et en nombre d'étoiles, allant d'une seule étoile pour certains à une trentaine pour les plus gros. 
Les astérismes ne couvrent pas tout le ciel, mais uniquement la portion de celui-ci accessible à des observateurs situés aux latitudes de l'empire chinois, soit environ toutes les déclinaisons supérieures à -55 degrés.
Parmi ces astérismes figurent 28 « loges lunaires », qui forment essentiellement l'équivalent d'une subdivision du zodiaque. Contrairement aux signes du zodiaque, qui forment une subdivision régulière de la bande zodiacale, les loges lunaires sont de taille variable, allant de 1 degré pour Zuixi (situé dans la constellation d'Orion), à 33 degrés pour Dongjing, situé dans les constellations des Gémeaux et du Cancer. 
En d'autres langues, on parle parfois de constellation chinoise (Chinese constellation), mais le terme favorisé en français semble être « astérisme ».

## Liste d'astérismes chinois
Voici une liste d'astérismes chinois :
- Bagu
- Baigua
- Baijiu
- Bakui
- Beidou
- Beihe, voir Nan bei he
- Beiji
- Beiluo shimen
- Bie
- Bodu
- Ce
- Cexing
- Changchen
- Changyuan
- Chefu
- Cheqi
- Chesi
- Chu
- Chuanshe
- Chuhao
- Congguan
- Congguan
- Dajiao
- Dali
- Daling
- Deng Longlu
- Dixi
- Dizuo
- Dong'ou
- Dongxian
- Duanmen
- Dunwan
- Fa
- Fu
- Fukuang
- Fulu
- Fuyue
- Fuyue
- Fuzhi
- Gaiwu
- Gang
- Gedao
- Genghe
- Gou
- Gouchen
- Gouguo
- Gouxing, Tiangou
- Guan
- Guansuo
- Hegu
- Heng
- Hou
- Hu, Hushi
- Hu
- Huagai
- Huangdi
- Huangdi Zuo
- Huanzhe
- Huben
- Hugua
- Jianbi
- Jiantai
- Jianxing
- Jinxian
- Jishi
- Jishui
- Jishui
- Jiukan
- Jiuliu
- Jiuqi
- Jiuqing neizuo
- Jiuzhou shukou
- Jixin
- Jizu
- Juanshe, ou Juanshi
- Junjing
- Junmen
- Junnanmen
- Junshi
- Kangshi
- Ku
- Kulou (ou Tianku)
- Lang
- Langjiang
- Langwei
- Laoren
- Leibizhen
- Leidian

- Liesi
- Lingtai
- Lishi
- Liujia
- Liyu
- Lizhu
- Luoyan
- Mingtang
- Nan bei he
- Nan bei hexu, voir Nan bei he
- Nanhe, voir Nan bei he
- Nanmen
- Nei wuzouhu
- Neichu
- Neichu
- Neijie
- Neijiu
- Neiping
- Neiping
- Niandao
- Nonzhangren
- Nüchuang
- Nüshi
- Nüyu
- Pili
- Ping
- Ping
- Pingdao
- Pingxing
- Qi
- Qifu
- Qigong
- Qiguan
- Qingqiu
- Qizhen jiangjun
- Queqiu
- Ren
- Ri
- Sangong, Sanshi
- Sangong
- Sangong neizuo
- Santai
- Sanzhu
- Shangshu
- Shaowei
- Shenggong
- Shenqi
- Sheti, comprenant Yousheti et Zuosheti
- Shi'erguo
- Shilou
- Shuifu
- Shuiwei
- Sidi zuo
- Sidu
- Sifei
- Sifu
- Siguai
- Silu
- Siming
- Siwei
- Sun
- Taiwei, Taiwei gong
- Taiyi
- Taizi
- Taiyangshou
- Taizun
- Tengshe
- Tian'e
- Tianbian
- Tiancang
- Tianchan
- Tianchu
- Tianchuan
- Tianchuang
- Tianda jiangjun
- Tianfu
- Tianfu
- Tiangang
- Tiangao
- Tiangou
- Tianguan, Tianmen
- Tianhe (la Voie lactée dans son ensemble ou bien l'astérisme Tianjiang)
- Tianhuang
- Tianhuang dadi
- Tianhun
- Tianji
- Tianji
- Tianji
- Tianjiang
- Tianjie
- Tianjie
- Tianjin
- Tianjiu
- Tianjun
- Tianku, voir Kulou
- Tianlao
- Tianleicheng
- Tianli
- Tianlin
- Tianmen, voir Tianguan
- Tianmen
- Tianmiao
- Tianpei
- Tianqian
- Tianqiang
- Tianru
- Tianshe
- Tianshi
- Tianshi
- Tiansi
- Tiantian
- Tiantian
- Tianxiag
- Tianyi
- Tianyin
- Tianyu
- Tianyue
- Tianyuan
- Tianyuan
- Tianyuan
- Tianzhu
- Tianzun
- Tugong
- Tugonglii
- Tusi
- Tusikong
- Tusikong
- Waichu
- Waiping
- Wangliang
- Wenchang
- Wuche
- Wudi neizuo
- Wuzhuhou
- Xianchi
- Xiang
- Xinchen
- Xixian, voir Dongxian
- Xizhong
- Xuange
- Xuanyuan
- Xuliang
- Yangmen
- Yangmen
- Yeji
- Yezhe
- Yinde
- Yougeng
- Youqi
- Yousheti, voir Sheti
- Yu
- Yue
- Yujing
- Yulinjun
- Yunyu
- Zhangren
- Zhaofu
- Zhaoyao
- Zhenche
- Zhewei
- Zhinü
- Zhouding
- Zhu
- Zhuwang
- Zhuxiashi
- Zi
- Ziwei, Ziwei gong, Ziwei yuan
- Zong
- Zongren
- Zongzheng
- Zuogeng
- Zuoqi
- Zuoqi
- Zuosheti, voir Sheti

## Liste des loges lunaires
- Jue (ou Jiao)
- Kang
- Di
- Fang
- Xin
- Wei
- Ji
- Nandou, Dou
- Niu
- Xunu, Nü
- Xu
- Wei, Fenmu
- Yingshi, Shi, Ligong
- Dongbi, Bi
- Kui
- Lou
- Wei
- Mao
- Bi, Fu'er
- Zuixi , Zui
- Shen
- Dongjing, Jing
- Yugui, Gui
- Liu
- Qixing, Xing
- Zhang
- Yi
- Zhen

Notele nom Wei apparaît pour trois astérismes différents. En chinois, trois caractères différents sont utilisés pour les distinguer.